# جيسوس رودريغيز (مصارع محترف)
جيسوس رودريغيز (بالإنجليزية: Ricardo Rodriguez)‏ (و. 1986  م) هو مصارع محترف أمريكي، ولد في فان نويس، بدأ مشواره المهني سنة أغسطس 2006.

## وصلات خارجية
- جيسوس رودريغيز على موقع IMDb (الإنجليزية)
- جيسوس رودريغيز على موقع قاعدة بيانات الفيلم (الإنجليزية)
- جيسوس رودريغيز على موقع دبليو دبليو إي (الإنجليزية)
- جيسوس رودريغيز على موقع CageMatch worker (الإنجليزية)
- جيسوس رودريغيز على موقع قاعدة بيانات المصارعة على الإنترنت (الإنجليزية)
- جيسوس رودريغيز على موقع عالم المصارعة على الإنترنت (الإنجليزية)

- جيسوس رودريغيز في قاعدة بيانات الأفلام على الإنترنت